# Livre d'heures de Louis XII
Le Livre d'heures  de Louis XII, est un manuscrit enluminé par Jean Bourdichon. Il date d'environ 1498-1499 et a été réalisé pour Louis XII. Il ne subsiste plus qu'à l'état de fragments, composé de seize miniatures pleine page dispersées, de deux feuillets de texte isolés et de cinquante et un folios de texte reliés en désordre dans un mince volume,. La majorité de ces éléments a été réunie à l'occasion d'une exposition en 2005 et 2006, d'abord au Getty Museum, puis au Victoria and Albert Museum. 

## Historique
Le livre d'heures  est appelé aussi livre d'heures d'Henri VII d'Angleterre en raison d'une inscription sur sa reliure indiquant « HORAE/REGIS/HENRICI/VII ». Cependant, cette inscription est tardive et remonte au XIXe siècle. Sa présence en Angleterre n'est attestée qu'à partir du XVIIIe siècle. 
Le manuscrit a dû être démembré au XVIIe siècle. Seize miniatures pleine page, deux feuillets de texte isolés et une cinquantaine de pages, réunies en ordre dispersé dans un volume conservé à la British Library Londres, sont tout ce qui subsiste de l'ouvrage. Les bordures latérales des feuilles du cahier de la British Library sont ornées de compositions florales très caractéristiques, et présentent des combinaisons d'acanthes stylisées et de fleurs naturalistes accompagnées d'insectes sur un fond doré.

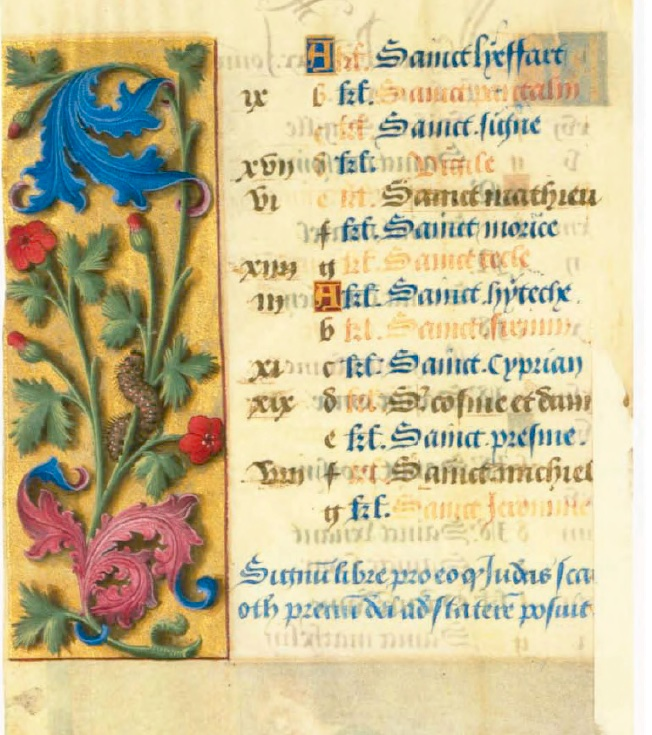
Calendrier - Verso du mois de septembre.

La miniature représentant Louis XII en prières était connue depuis longtemps grâce à des reproductions en noir et blanc, mais c'est seulement en 2003, quand elle réapparaît sur le marché, que le rapprochement est fait avec le reste du manuscrit. Comme les Heures de Louis XII sont arrivées en Angleterre peu de temps après leur réalisation, il est possible qu'elles aient suivi Marie d'Angleterre, troisième et dernière épouse de Louis XII, à son retour en Angleterre; Marie d'Angleterre avait épousé Louis XII en octobre 1514, mais quelques mois après sa mort en janvier 1515, elle était retournée en Angleterre. On sait qu'elle avait emporté alors avec elle au moins un livre d'heures, enluminé par Jean Poyet. 
|  |

 Sur le cadre doré de la miniature représentant Louis XII en prière, exécuté en trompe-l'œil, est écrit « LOYS XIIe DE CE NOM », et sous ce cadre, dans une écriture similaire mais plus ramassée, « IL LEST FAIT EN LEAGE DE XXXVI ANS ». Louis XII est né le 27 juin 1462, on peut donc dater cette miniature des années 1498-1499. 
La découverte de la majorité des restes disparates du manuscrit en possession à la British Library, et leur réunion en un tout, remonte à 1973. Les achats par le Getty Museum de quatre feuilles ont permis d'étoffer l'ensemble.

## Reconstruction
À l'origine, les heures devaient contenir douze miniatures de calendrier et environ vingt-quatre peintures à pleine page. Une reconstruction de l'enchaînement  des seize enluminures restantes a été élaborée,. 
Les heures s'ouvraient probablement sur le Portrait de Louis XII faisant face à une Lamentation sur le Christ, redécouverte en 2018 et publiée pour la première fois en 2021. Quatre miniatures du calendrier, correspondant aux mois de février, juin, août et septembre, se trouvent à Philadelphie. Chaque miniature est sur le recto d'un feuillet couvrant les quinze premiers jours du mois, et dont le verso contient les autres jours.
La seule miniature des Évangélistes connue, Saint Luc écrivant, est à Édimbourg . La Trahison du Christ à Paris  en introduction à la Passion selon saint Jean, pourrait suivre ici, ou aussi plus loin, à la fin du volume,,. Les heures de la Vierge commençaient avec une Annonciation pour matines dont subsiste la page de droite avec la Vierge lisant, à Londres. Les miniatures suivantes sont une Visitation pour laudes, conservée à Bristol, une Nativité pour prime à Londres, une Adoration des mages pour sexte à Paris, une Présentation au Temple à Los Angeles pour none, et la Fuite en Égypte (collection particulière) pour vêpres. Il manque donc l'Annonce aux bergers pour tierce et probablement un Couronnement de la Vierge ou une Assomption pour complies.

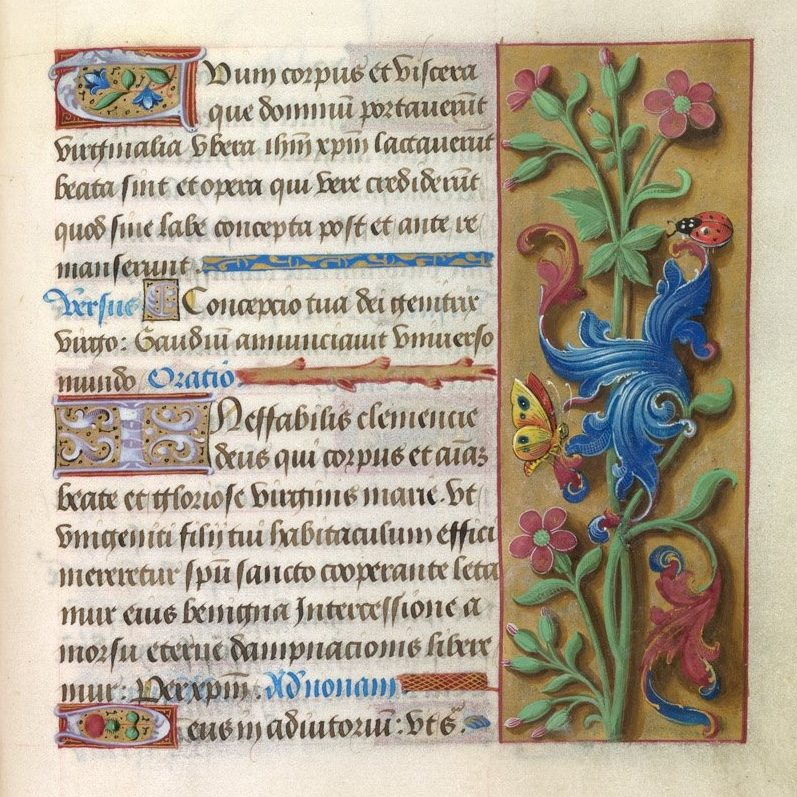
Feuillet 38 - British Library. Bourdure avec fleurs et insectes.

Les heures de la Croix, probablement introduites par un Portement de Croix ou une Crucifixion, et 
les heures du Saint Esprit, introduites par une Pentecôte, conservée à Londres, faisaient suite aux heures de la Vierge. Suit Bethsabée au bain, à Los Angeles qui précède les psaumes pénitentiels et Job sur le tas de fumier, également à Londres qui ouvre l'office des morts.
Les feuillets de texte qui subsistent sont les suivants :
- Une feuille dans la collection de fragments Bagford, à la British Library Harley 5966, fol. 54
- Une feuille dans la collection Samuel Pepys au  Magdalene Collège de Cambridge, vol. I, p.13
- 52 feuilles de textes constituant le  manuscrit Royal 2 D XL.

Elles contiennent une grande partie du texte en relation avec les deux dernières images. D'autres fragments de texte semblent indiquer qu'il manque encore au moins trois miniatures d'introduction, une pour les heures de la Conception de la Vierge, les heures de tous les saints, et les heures du Saint Sacrement, faisant suite aux heures de la Croix et du Saint-Esprit. Quant à l'assemblage des folios, une reconstruction détaillée est décrite dans le catalogue du Getty. Ainsi, un texte pour l'extrait de l'évangéliste saint Jean se trouve au fol. 52, des textes en relation avec la Passion selon saint Jean sont aux fol. 2-4, un texte relatif à la Fuite en Égypte est sur le fol. 41. Pour les heures de la Conception, il y a un texte au folios 37, 38, 43, etc. Dans un manuscrit aussi luxueux que les Heures de Louis XII, l'absence de miniatures pour les suffrages des saints est surprenante. Il existe six pages de texte pour les suffrages (fol. 45-50), mais la manière dont ce texte est écrit, en continu sur la page et sans rupture, n'offre pas la place à une insertion de peintures. 
L'histoire de chacune des miniatures, après leurs dispersions, est différente. Elle est décrite en détail dans le catalogue du Getty. Les dates d'entrée, par achat ou dons, dans leurs lieux de conservation actuels, sont les suivantes : 
- Le Louis XII en prière a été acquis par le Getty Museum en 2003.
- La Vierge de l'Annonciation, la Pentecôte et Job sur le tas de fumier ont été vendus au British Museum en 1895 par le fils du collectionneur John Malcolm of Poltalloch.
- Le groupe des quatre mois du calendrier a fait l'objet d'un don à la Free Library of Philadelphia en 1936.
- Le Saint Luc écrivant a été donné à la National Library of Scotland en 1956.
- La Visitation est un don au Bristol Art Museum reçu en 1955.
- La Nativité a été achetée en 2003 par le Victoria and Albert Museum.
- La Présentation au Temple et Bethsabée au bain ont été achetées par le Musée Getty en 2003-2004 au moment de la dispersion de la collection Breslauer.
- L'Adoration des Mages a été acquise par le Musée du Louvre à la même occasion.
- La Fuite en Égypte est entrée dans une collection privée, à cette occasion également.
- La Trahison du Christ est un don de Daniel Wildenstein au musée Marmottan, en 1980.
- La Déploration du Christ a été identifiée dans une collection privée française pour la première fois en 2018[20] et acquise par le Getty Museum en 2024[21].

La reconstruction de l'ensemble (mise à part la Déploration du Christ) a été fait par Janet Backhouse en 1973.

## Éléments de style

### Comparaison avec lesGrandes Heures d'Anne de Bretagne
| Adoration des Mages     | Adoration des Mages |
| ----------------------- | ------------------- |
|                         |                     |
| Heures Anne de Bretagne | Heures Louis XII    |

Les Heures de Louis XII sont d'un bon format (275 × 190 mm), légèrement moins étirées que les 
Grandes Heures d'Anne de Bretagne (300 × 195 mm) réalisées par Jean Bourdichon quelques années plus tard (entre 1503 et 1508). Elles présentent des caractéristiques communes : compositions pleine page insérées dans un cadre doré fin, des bordures de fleurs et de fruits peuplées d'insectes, l'écriture est similaire. Les compositions sont à mi-corps, les plus fréquentes dans les Heures de Louis XII, semblent moins rapprochées dans les Grandes Heures d'Anne de Bretagne en raison du format plus étiré. On peut suivre l'évolution du style de l’artiste sur ces œuvres,. Ainsi, la plupart des miniatures à pleine page des Heures de Louis XII apparaissent au recto d'une feuille et donc sur la page de droite quand on ouvre le livre. L'incipit, c'est-à-dire les premiers mots de la prière correspondante, s'inscrivent comme usuellement dans le bas du cadre. Mais pour lire la suite de la prière, il faut tourner la page. Face à cette miniature, sur la page de gauche ou le verso de la feuille précédente, se trouve la fin du texte précédent, simplement bordée par une bande verticale, et parfois réduite à quelque lignes. 
| Nativité                | Nativité         |
| ----------------------- | ---------------- |
|                         |                  |
| Heures Anne de Bretagne | Heures Louis XII |

Il en résulte un déséquilibre visuel entre une grande miniature remplissant une page, et en face un texte souvent plutôt court et modestement décoré. Dans les Heures d'Anne de Bretagne au contraire, les miniatures en pleine page ont été réalisées sur des feuillets isolés puis insérés dans le manuscrit : elles apparaissent pour la plupart sur une page de gauche (et le dos de la feuille, resté vierge, révèle le dessin sous-jacent de Bourdichon), de sorte que le texte de la prière, qui commence en bas à gauche, se poursuit sur la page qui fait face, ce qui améliore l'équilibre entre l'image et le texte. 
Ce changement illustre aussi la conception de Bourdichon du rôle des miniatures :  il s'accompagne souvent d'un changement de positions des personnages des Heures de Louis XII, comme par exemple, dans la Nativité ou l''Adoration des Mages. Bourdichon semble avoir  opéré ce changement pour diriger le regard du spectateur vers le centre du livre plutôt que vers l'extérieur. Ce choix montre combien Bourdichon est attentif au caractère esthétique et psychologique de la narration visuelle, et de la dynamique de l'illustration de livres.  

Trahison du Christ
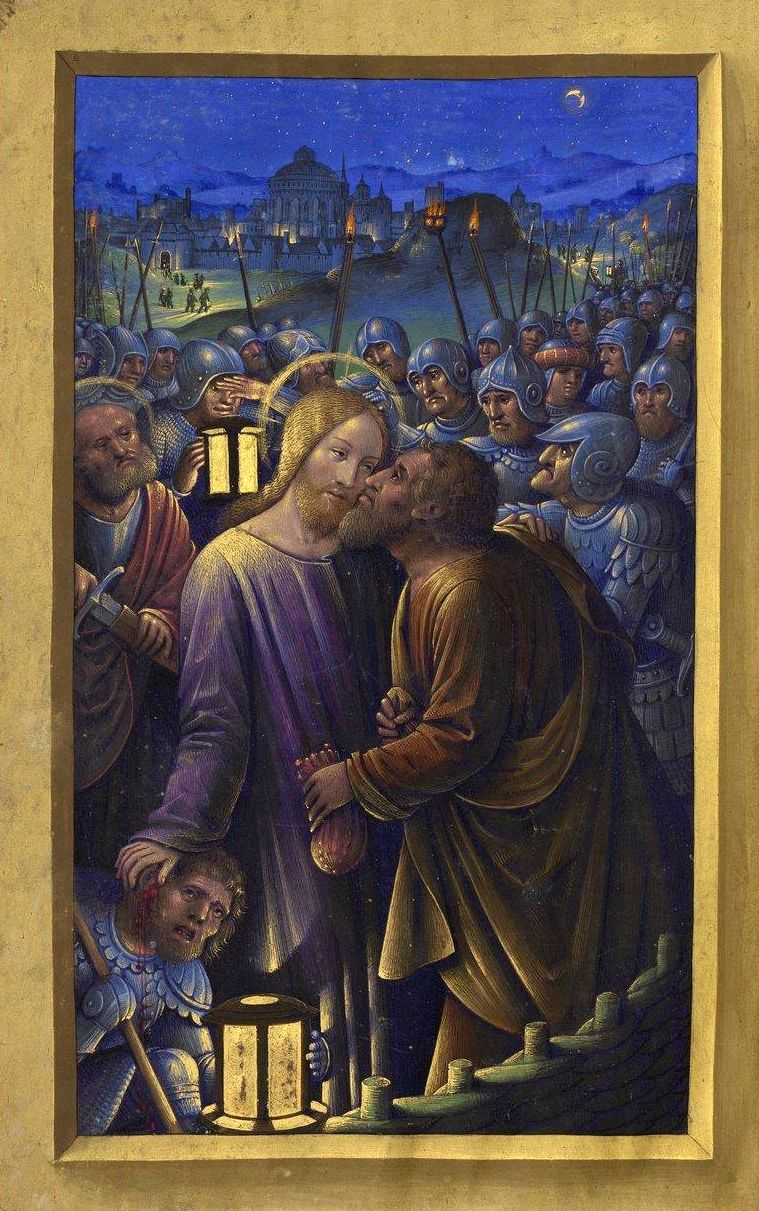
Heures d'Anne de Bretagne
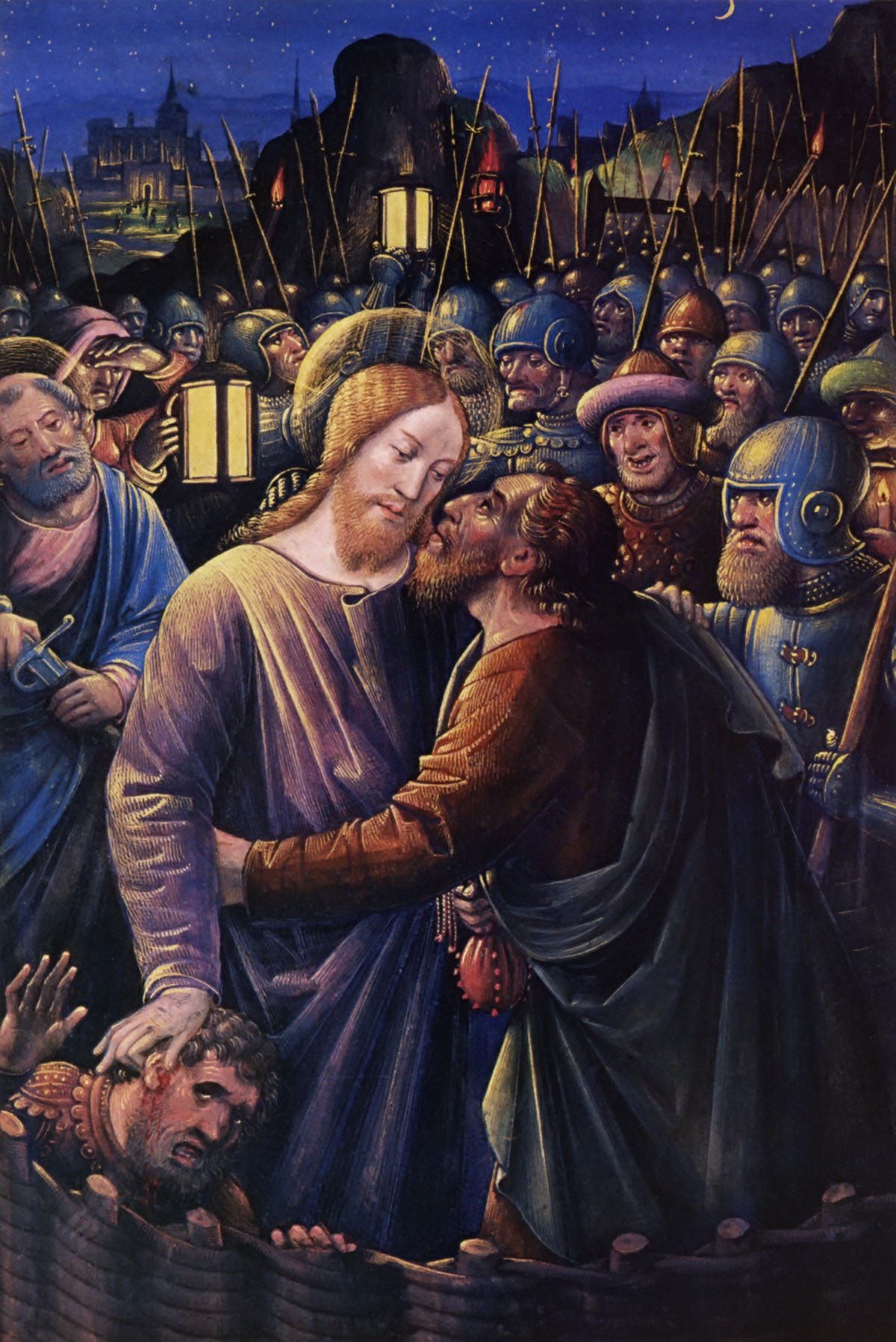
Heures de Louis XII
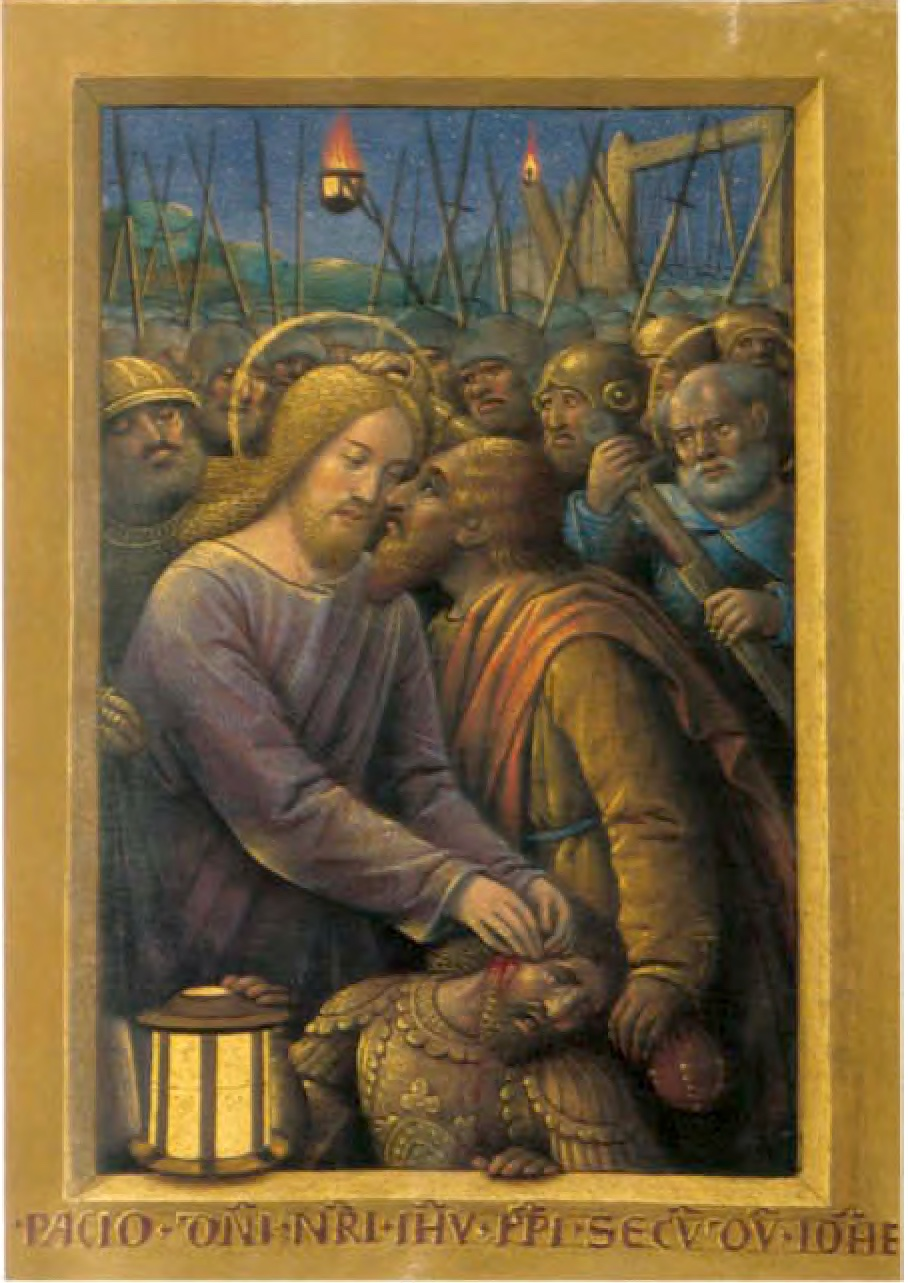
Heures d'Ippolita d'Aragon

### Pigments employés
Une analyse non invasive détaillée des pigments utilisés par Jean Bourdichon a pu être effectuée, au moyen d'un spectromètre Raman et d'un  Spectrométrie de fluorescence X sur les trois des feuillets : Louis XII en prières, Bethsabée au bain et Présentation au Temple du Getty Museum et, un peu tard, sur la Nativité du Victoria and Albert Museum.
Les pigments dont on a relevé la présence, dans l'une comme dans l'autre analyse, sont : blanc de plomb, bleu outremer, malachite, azurite, vermillon, jaune de plomb et d'étain (type I), or mussif, poudres d'or et d'argent, noir de fumée noir bismuth, de plus indigo, gypse, calcite, hématite, goethite et pyrite. 
Ces pigments sont le plus souvent appliqués dans de mélanges complexes, pouvant fréquemment contenir quatre ou cinq composants.

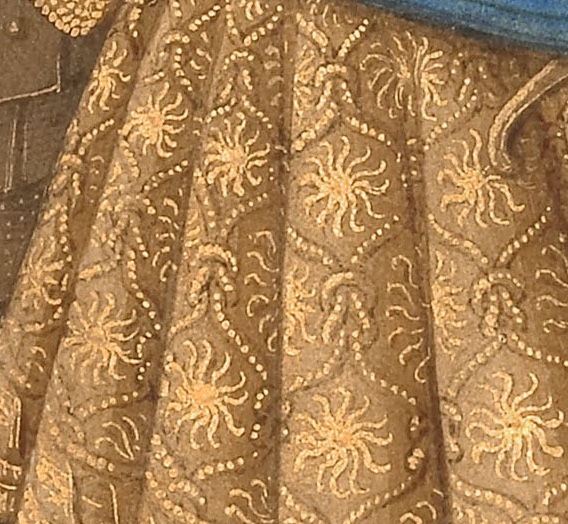
Louis XII priant - La robe constellée de soleils rayonnants, peints en or pur.

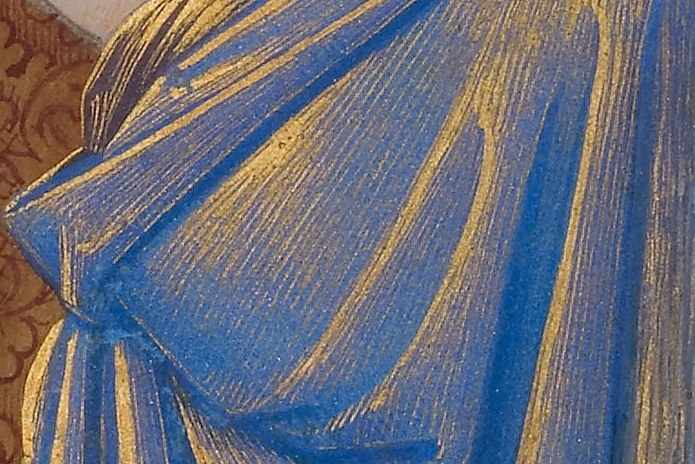
Les plis sombres du manteau de Marie sont peints en bleu outremer.

C’est le plomb qui est le pigment le plus présent, car Bourdichon l’ajoute à tous les pigments et pour des zones de blanc. Pour les teintes de chair, il ajoute du vermillon, bleu outremer et azurite, comme dans les ombres à droite du torse de Bethsabée. La  froideur que les figures de Bourdichon présentent s’explique par la présence de bleu minéral pour ses teintes de chairs, y compris dans les visages. Le bleu outremer n’est pas réservé par Bourdichon aux zones de bleu pur. En fait, même dans les robes bleues les plus foncées, il mélange le bleu avec du blanc, et  il réserve le bleu pur aux lignes d’ombre dans les plis de la robe de la Vierge, dans la Présentation au Temple. Le bleu outremer est un pigment de choix pour le ciel et les éléments du paysage. Il est même utilisé dans des mélanges, comme pour le sol marron sur lequel se tiennent le roi Louis et les saints, et dans l’architecture mauve-grise du fond de la Présentation au Temple. En somme, Bourdichon ne traite pas le bleu outremer comme un matériau précieux ou coûteux, mais apparemment l’utilise dans des mélanges de toute sorte. Bourdichon utilise largement la peinture d’or dans les tissus brocart, de l’or en poudre, parfois avec un peu de vermillon, de l’ocre jaune, et même du bleu outremer pour le fond. Il peint les motifs et détails du vêtement du roi, comme les soleils rayonnants, avec de l’or pur en poudre brillante. Bourdichon utilise plus rarement l’argent, mais notamment dans la peinture des ondes circulaires de l’eau entourant les jambes de Bethsabée au bain. Cette peinture argentée s’est  considérablement altérée et apparaît maintenant noire.

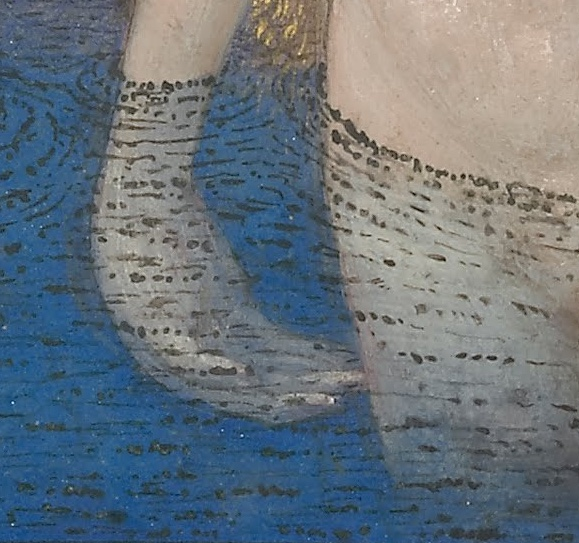
Bethsabée au bain - Les vaguelettes argentées ont noirci avec le temps.

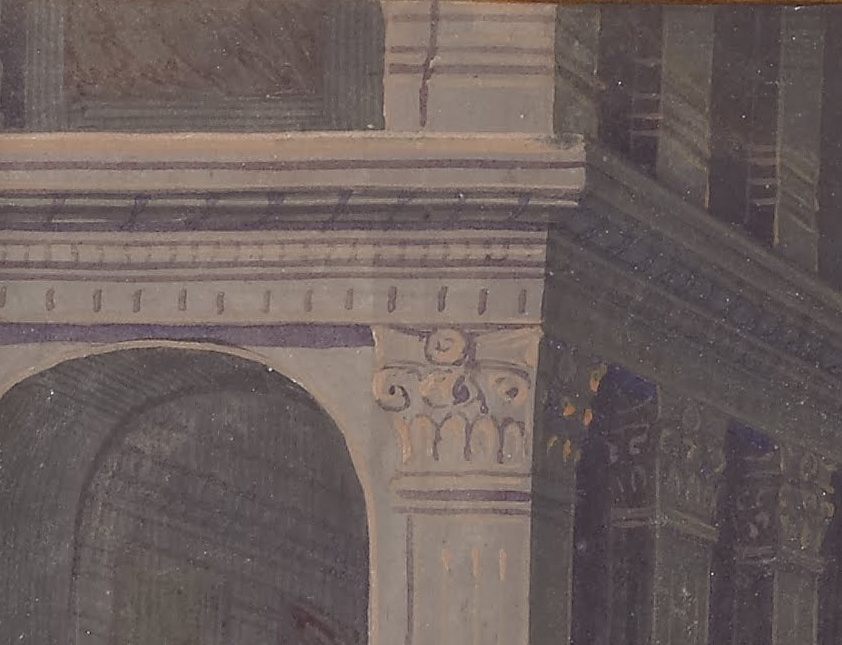
Présentation au Temple - La couleur gris-mauve des bâtiments contient des pigments aux bismuth.

La plus grande surprise de l’analyse est d’avoir trouvé du noir de bismuth, qui est plutôt rare dans les enluminures, et qui a été détecté dans les trois feuillets du Getty et dans celui du Victoria and Albert Museum. Contrairement à l’usage du XVe siècle, Bourdichon n’utilise pas le bismuth en remplacement d’argent métallique, mais plutôt pour ses propriétés de couleur chaude dans les architectures d’arrière-plan en ombres gris-mauve, comme dans la Présentation au Temple, ou dans les arbres gris-sombre dans le jardin derrière Bethsabée dans le Bethsabée au bain.
En résumé, la palette de Bourdichon peut être caractérisée par sa prédilection pour des mélanges dans tous les passages. Il emploie deux types de bleu (azurite et bleu outremer), jaune (ocre jaune et jaune de plomb et d’étain), rouge (vermillon et un rouge organique) et or (au choix de l’or mat ou de l’or pur réfléchissant). Il choisit chaque fois l’une plutôt que l’autre pour sa teinte spécifique. Bourdichon fait un emploi particulièrement fréquent de pigment d’argent et d’or, et même de bismuth noir dans certaines zones, où il se démarque de l’usage traditionnel de ce pigment.

### Personnages

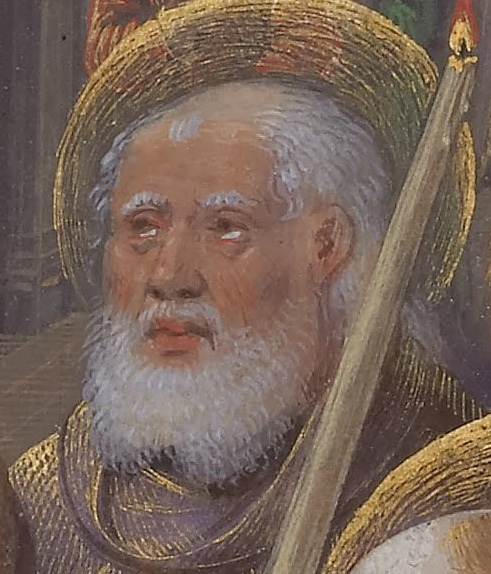
Présentation au Temple - Visage de Joseph, rendu à gros traits.

Le soin apporté par Bourdichon à la représentation des personnages, de leurs visages et de leurs vêtements, varie grandement d'une feuille à l'autre, mais aussi d'un personnage à l'autre et de son importance dans la scène peinte. Bourdichon rend avec un soin et une délicatesse particulière le visage de Marie, que ce soit dans l'Annonciation, dans la Présentation au Temple ou dans la Nativité; de même, ses vêtements sont irisés de rayures d'or et de bleu qui accentuent les plis des tissus et par-là même la grâce du personnage. Bourdichon rend aussi, avec soin et précision, et sans concession, le visage du commanditaire dans Louis XII en prière. Au contraire, le visage de Charlemagne, dans cette même feuille, est brossé à grands traits, de même d'ailleurs que le visage de Joseph dans la Présentation au Temple.

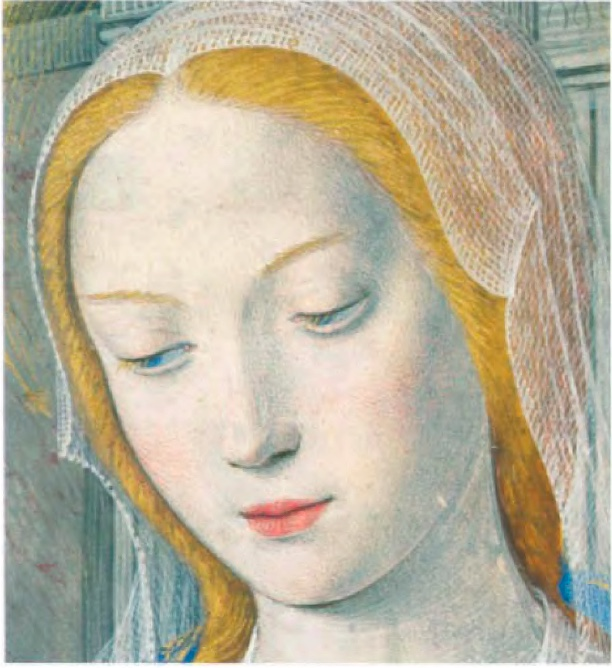
Annonciation - Visage de la Vierge.

Le visage idéalisé de la Vierge dans l’Annonciation est peint avec une attention particulière, et figure parmi les œuvres les plus accomplies de l’artiste : « elle a la noblesse de l’humilité sans avoir la suavité habituelle de l’artiste ». En tant que première illustration d’un livre d’heures - à l’exception de la feuille de dévotion du commissionnaire - l’image de l’Annonciation est regardée avec le plus d’attention; c’est pourquoi elle est la miniature réalisée avec le plus grand soin dans un livre de prières. 
Dans le cas de l'Annonciation des Heures de Louis XII, Bourdichon utilise des couches multiples de dégradés pour former une surface peinte avec grands détail. Le modelé des carnations est riche d'ombre grises.
Il obtient la graduation du visage de la Vierge par de multiples traits de pinceaux parallèles au-dessus d’un fond pale, légèrement teinté de couleur chair claire, avec une ajout d’un ton légèrement gris, et d’ombres plus grises sur sa face, le cou et les mains. Un léger teint rosé est esquissé sur les joues, le nez,  le menton et sur les lèvres. Des ombres légèrement bleutées sont peintes proches des yeux bleus de la Vierge, 
ombres elles-mêmes adoucies par de court traits parallèles en blanc. L’or de la chevelure est prolongé par l’or des sourcils. Les vêtements aux plis robustes sont rehaussés de hachures d'or en quadrillage systématique, si serré sur la robe qu'elle paraît toute claire.

## Liste des miniatures
| Image | Titre                                | Lieu de conservation                                    | Description et notes |
| ----- | ------------------------------------ | ------------------------------------------------------- | --- |
|       | Déploration du Christ                | Getty Center, Los Angeles, Ms. 79c (2024.28)            | La Vierge déplore le Christ mort qui gist sur ces genoux, tandis que Saint Jean et quatre saintes femmes s'assemblent autour d'eux. |
|       | Portrait de Louis XII                | Getty Center, Los Angeles, Ms. 79A.                     | Louis XII, à genou et en prières, est accompagné de saint Michel, de Charlemagne, de saint Louis et saint Denis. Sur le cadre doré est écrit « LOYS XIIe DE CE NOM », et sous ce cadre « IL LEST FAIT EN LEAGE DE XXXVI ANS ». La tête de Louis XII est rendu avec un grand réalisme, contrastant avec celles de ses protecteurs, et notamment de Charlemagne Ce portrait devait faire face à une Vierge à l'Enfant. |
|       | Mois de février                      | Free Library of Philadelphia, Lewis E. M. 11.19         | Mois de février. Les jours du calendrier sont soigneusement écrits en couleurs alternantes. Le titre en or est peint à côté d'une initiale décorée. Un gros bourgeois richement vêtu se réchauffe, le dos devant une cheminée monumentale, et debout devant une table dressée. Le symbole astrologique des poissons est placé au-dessus. Dans cette miniature le rougeoiement des flammes se reflète de la robe de l'homme. |
|       | Mois de juin                         | Free Library of Philadelphia, Lewis E. M. 11.20         | En juin, un paysan légèrement vêtu, une faux sur l'épaule, va aux champs. Le paysage d'une verdure luxuriante suggère l'air chaud du printemps finissant. Le symbole astrologique est le cancer. Les jours sont marqués alternativement en bleu et en jaune. Saint Barnabé est noté en lettres rouges dans le calendrier. |
|       | Mois d'août                          | Free Library of Philadelphia, Lewis E. M. 11.21         | Le mois d'août est placé sous le signe astrologique de la vierge, représentée avec des palmes entre deux gerbes de céréales. La moisson terminée, est elle vannée dans un local fermé d'où l'on aperçoit, par de petites ouvertures, des bâtiments bleutés. Le vannage se fait dans des paniers plats dont la forme était encore en usage des siècles plus tard. |
|       | Mois de septembre                    | Free Library of Philadelphia, Lewis E. M. 11.22         | Le symbole astrologique est la balance. Les vendanges terminées, on presse les grappes dans de grands baquets. L'ouvrier est enfoncé dans les raisins largement au-dessus des genoux. Les tonneaux s'alignent sur le côté. Du jus de raisin s'écoule de leurs ouvertures. Plusieurs fêtes importantes : la sainte Sigille, et la fête de Notre-Dame. |
|       | Évangiles : saint Luc écrivant       | National Library of Scotland, manuscrit 8999.           | La seule des quatre peintures des évangélistes conservée. Le saint est assis, il tient la plume dans la main droite et le canif dans l'autre. Les autres devaient aussi être représentés à pleine page. Le bœuf paisible, symbole de l'évangéliste, est la seule figure, parmi les enluminures, dont une partie, ici une patte posée sur le bord inférieur, dépasse l'encadrement. |
|       | Trahison du Christ                   | Musée Marmottan, Paris, collection Wildenstein, Ms.152. | Elle représente le baiser de Judas et l'arrestation du Christ. Jésus protège la tête du soldat agenouillé blessé par l'apôtre Pierre. Cette miniature ne figure pas dans la liste présentée par le Getty Museum. Bourdichon a repris cette même image avec de petites variations de nombreuses fois, par exemple dans les Heures d'Ippolita d'Aragon, à peu près contemporaines. La scène est peinte avec une délicate série de variations de tons qui reflètent la demi-obscurité pendant laquelle l'évènement se produit. Ici aussi, les sources de lumière directes, les lampes et torches éclairent de façon multiple les personnages. |
|       | Annonciation                         | British Library, manuscrit Add. 35254 fol. V.           | Heures de la Vierge (matines). La Vierge est pieusement assise, un livre sur les genoux, à l'intérieur d'une architecture italianisante. Dans le coin supérieur gauche, une petite colombe symbolise le Saint-Esprit qui descend vers Marie. En face de cette miniature devait se trouver une autre avec l'archange Gabriel annonçant la nouvelle. |
|       | Visitation                           | Bristol City Museum and Art Gallery, Cote K 2407.       | Heures de la Vierge (laudes). La Vierge est accueillie par Élisabeth, richement vêtue, au pied d'un palais avec plusieurs personnages sur une estrade, dont Joachim et Joseph. Marie et Élisabeth sont visiblement enceintes. Le tout compose un ensemble fermé par un mur. Derrière, une campagne avec des champs cultivés, une bâtisse dans le lointain. |
|       | Nativité                             | Victoria and Albert Museum, Cote E. 949-20003.          | Heures de la Vierge (prime). Bourdichon, qui a une prédilection pour les scènes nocturnes et le jeu de lumière, donne ici libre cours à son imagination, et emploie trois sources de lumières: l'étoile de Bethléem, invisible, répond au rayonnement de l'Enfant, et illumine les vêtements de la Vierge, les faces du bœuf et de l'âne et des bergers. À droite, Joseph tient une lanterne, dont la lumière se répand sur la robe de la Vierge. |
|       | Adoration des Mages                  | Musée du Louvre, Cabinet des dessins, cote RF 53030.    | Heures de la Vierge (sexte). L'étoile de Bethléem est visible. Les trois rois avancent dans la crèche spacieuse. L'aîné présente un calice rempli de pièces d'or à un enfant qui se tient déjà assis et tend la main. |
|       | Présentation au Temple               | Getty Center, Los Angeles, Ms. 79Bv.                    | Heures de la Vierge (none). La Vierge, finement peinte, est agenouillée devant une table où le prêtre Siméon tient l'Enfant. La frange de la nappe porte, en lettres d'or, l'inscription « IHS » répétée. Joseph, d'un aspect plus bourru, porte le panier avec les deux colombes. L'architecture à l’arrière-plan est classique plutôt que gothique. |
|       | Fuite en Égypte                      | Londres, Collection particulière (Sam Fogg)             | Heures de la Vierge (vêpres). Cette scène montre Joseph jetant un regard préoccupé sur Marie et l'enfant, pendant la voyage à travers un paysage sauvage, avec des chaînes de montagnes à pic au fond. L'enfant n'est plus un bébé, et dort dans une position de relâchement total. |
|       | Pentecôte                            | British Library, manuscrit Add. 35254 fol. U.           | Ouvre les Heures du Saint-Esprit. Bourdichon invite le spectateur dans la scène en lui offrant un vue par-dessus les épaules de deux disciples. Ceux-ci sont représentés en mi-corps, comme habituel chez Bourdichon. Placés bas dans le cadre, ils ouvrent la scène au spectateur. |
|       | Bethsabée au bain                    | Getty Center, Los Angeles, Ms. 79, recto.               | Ouvre les Psaumes pénitentiels. Bethsabée est peinte entièrement nue, à peine couverte en partie par l'eau transparente. Ses cheveux blonds enluminent la page et répondent au tapis doré de la fenêtre d'où David l'observe. Bethsabée n'a pas l'air surprise, et bien au contraire semble vérifier, par son regard en biais, l'effet qu'elle produit. Elle répond certainement aux canons de beauté de l'Europe du Nord au XVe siècle finissant. |
|       | Job sur le tas de fumier et ses amis | British Library, manuscrit Add. 35254 fol. T.           | Ouvre l'office des morts. Job, presque nu, est étendu sur le tas de fumier. Il est entouré de ses trois amis richement vêtus et qui l'exhortent à avouer ses péchés, puisque, selon eux, le malheur de Job ne peut s'expliquer que comme punition pour des fautes commises. |